# NGC 5121
NGC 5121 ist eine Spiralgalaxie vom Hubble-Typ Sa im Sternbild Zentaur und etwa 59 Millionen Lichtjahre von der Milchstraße entfernt. 
Das Objekt wurde am 26. Juni 1834 von John Herschel entdeckt, der sie bei zwei Beobachtungen mit „bright, round, pretty suddenly very much brighter in the middle; 30 arcseconds; resolvable; probably a dimly seen globular cluster“ und „pretty bright, round, pretty suddenly brighter in the middle; 20 arcseconds“ beschrieb.

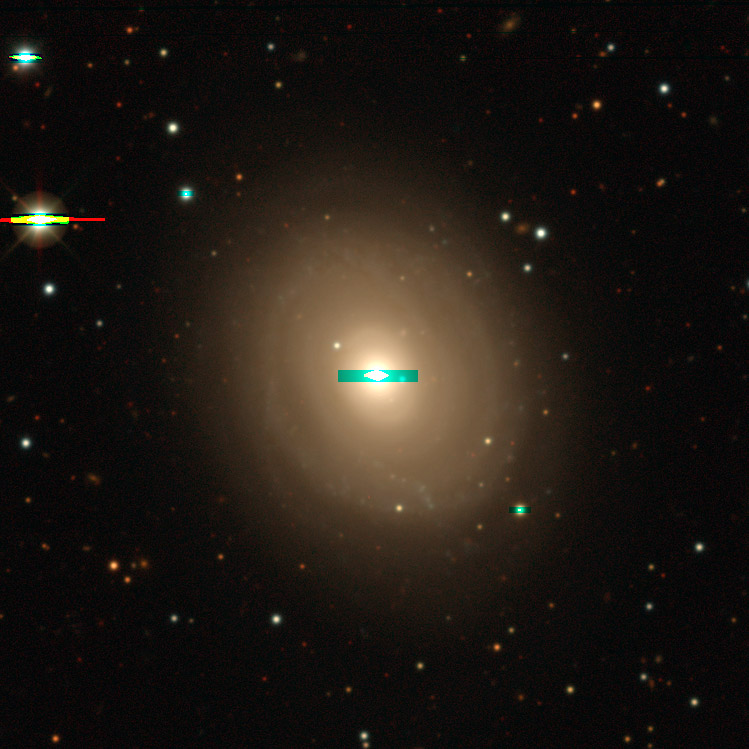
NGC 5121

## NGC 5121-Gruppe (LGG 349)
| Galaxie   | Alternativname | Entfernung/Mio. Lj |
| --------- | -------------- | ------------------ |
| NGC 5121  | PGC 46896      | 59                 |
| PGC 46960 | NGC 5121A      | 57                 |
| PGC 47151 | ESO 324-23     | 57                 |
| PGC 47249 | ESO 324-26     | 61                 |
| PGC 46301 | ESO 382-31     | 77                 |
| PGC 46521 | ESO 382-45     | 58                 |